# Fisenne (Adelsgeschlecht)

Familienwappen derer von Fisenne

Fisenne ist der Name einer adeligen katholischen Familie, die nach dem Ort Fisenne in der heutigen belgischen Gemeinde Érezée in der Provinz Luxemburg benannt ist. Ihre Ursprünge gehen auf das 12. Jahrhundert zurück, wo sie als Herren von Fisenne und Oppagne in den Urkunden erwähnt und später ihre drei Hauptzweige sowohl in den preußischen, den niederländischen und den belgischen Adelsstand erhoben wurden.

## Geschichte
Die älteste Hauptlinie der Familie Fisenne ist nur unvollständig überliefert. In ihrem Besitz waren die Herrschaften Fisenne, Oppagne und weitere kleinere Nachbarterritorien. Aus dieser Linie entstammt ein gewisser Wibald, der identisch sein soll mit dem Abt Wibald von Stablo. Ein weiterer Wibald von Fisenne trat als Gesandter von Kaiser Konrad in Erscheinung und starb 1138. Mit Johann von Fisenne, der seit dem böhmischen Aufstand 1618 verschollen war, starb diese alte Hauptlinie im 17. Jahrhundert aus.
Im 15. Jahrhundert hatte sich eine Nebenlinie gebildet, deren Name anfangs „Fisen alias de Gouvy“ lautete und mit Paul Fisen alias de Gouvy beginnt (geboren um 1480, 1510–1520 in Lüttich). Sie gliederte sich später in drei unabhängige Zweige und lässt sich seit Paul Fisen lückenlos bis in die Gegenwart nachweisen. Fünf Generationen nach Paul Fisen erbte dessen Nachfolger Georg Anton de Fisenne (1645–1719), Herr von Soiron und Rianive, von der ausgestorbenen Hauptlinie die Herrschaft Fisenne und wurde im Jahr 1701 von Kaiser Leopold I. in den Reichsadelsstand erhoben. Sein Sohn Paul Ludwig von Fisenne (1727–1774), Herr von Fisenne, Oppange und Viannen sowie Schlossherr und Amtmann der Grafschaft Longé, heiratete Susanne von Thenen, Tochter des Baumeisters Winand von Thenen aus Aachen. Dessen jüngster Sohn, Ludwig Matthias von Fisenne, blieb Herr auf den wallonischen Gütern, wogegen der ältere Sohn Erhard Philipp Freiherr von Fisenne, Hauptmann in englischen Diensten und Hannoverscher Oberst, sich für Aachen als Hauptwohnsitz entschied und Begründer des dortigen preußischen Zweigs der Familie wurde.
Erhard Philipp von Fisenne hatte drei Söhne, wobei sich über die Nachkommen seines ältesten Sohns Wolter Joseph von Fisenne (1767–1828) zwei neue einflussreiche Nebenzweige bildeten: einer von Wolters Söhnen war der spätere Kölner Appellationsgerichtsrat Ludwig von Fisenne (1799–1862) und Begründer des Kölner Zweigs. Ein anderer Sohn war der Steuereinnehmer August Joseph von Fisenne (* 1803), der der Stammvater eines Geilenkirchener Zweiges wurde und Vater des späteren Architekten Lambert von Fisenne war.
Ein weiterer Sohn des Erhard Philipp, der spätere Kanoniker Ludwig Peter Anton von Fisenne (1768–1865), erwarb das Gut Kaisersruh in Aachen. Dessen jüngerer Bruder, Peter Georg von Fisenne (1771–1849), Spinnereibesitzer in Aachen, wurde im Jahr 1827 in den Preußischen Adelsstand erhoben. Er wiederum war der Vater von Franz Peter von Fisenne (1808–1838), den es beruflich nach Rijswijk bei Den Haag zog und der der Stammvater des niederländischen Zweiges wurde. Dessen Sohn Pieter von Fisenne (1837–1914) wurde 1866 in den niederländischen Adel erhoben und seine Familie durfte fortan den erblichen Titel Jonkheer tragen. Durch seine Frau kam das Gut Den Burch in Rijswijk in den Besitz der Familie, die es 1951 an die Ordensgemeinschaft der Salesianer Don Boscos verkaufte. 1994 starb dieser niederländische Zweig im Mannesstamm aus.
Von der alten wallonischen und ab 1830 belgischen Linie erhielten die Brüder Eugène de Fisenne (* 1953) und Philippe de Fisenne (* 1955), Söhne von Louis Jean Marie Célestin des Fisenne (1911–2004), im Jahr 2001 eine Adelserneuerung für den belgischen Adelsstand. Das Chateau de Fisenne im Ort Fisenne ist immer noch der Sitz dieser alten Freiherren-Familie.

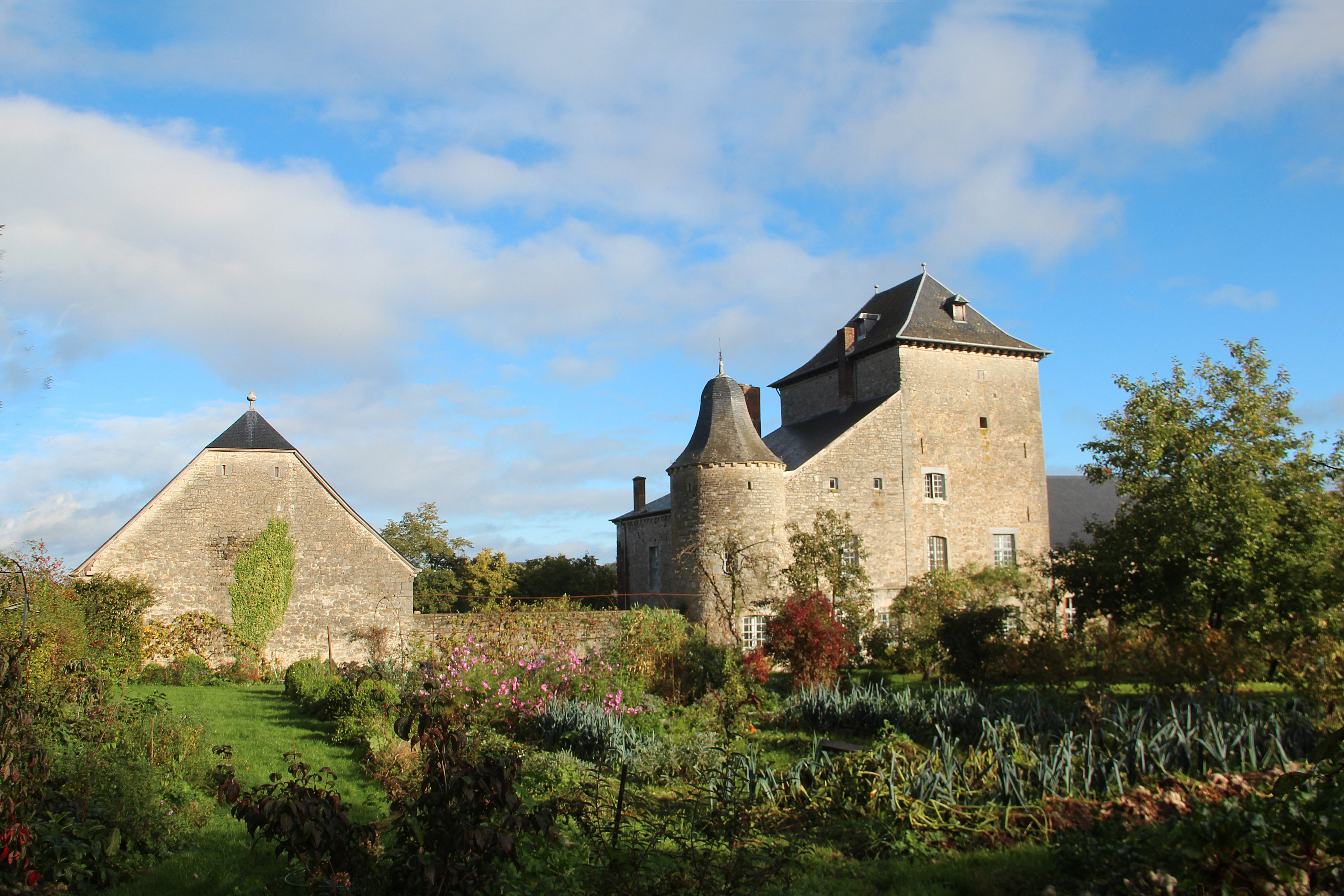
Gut Fisenne in Fisenne (Érezée).
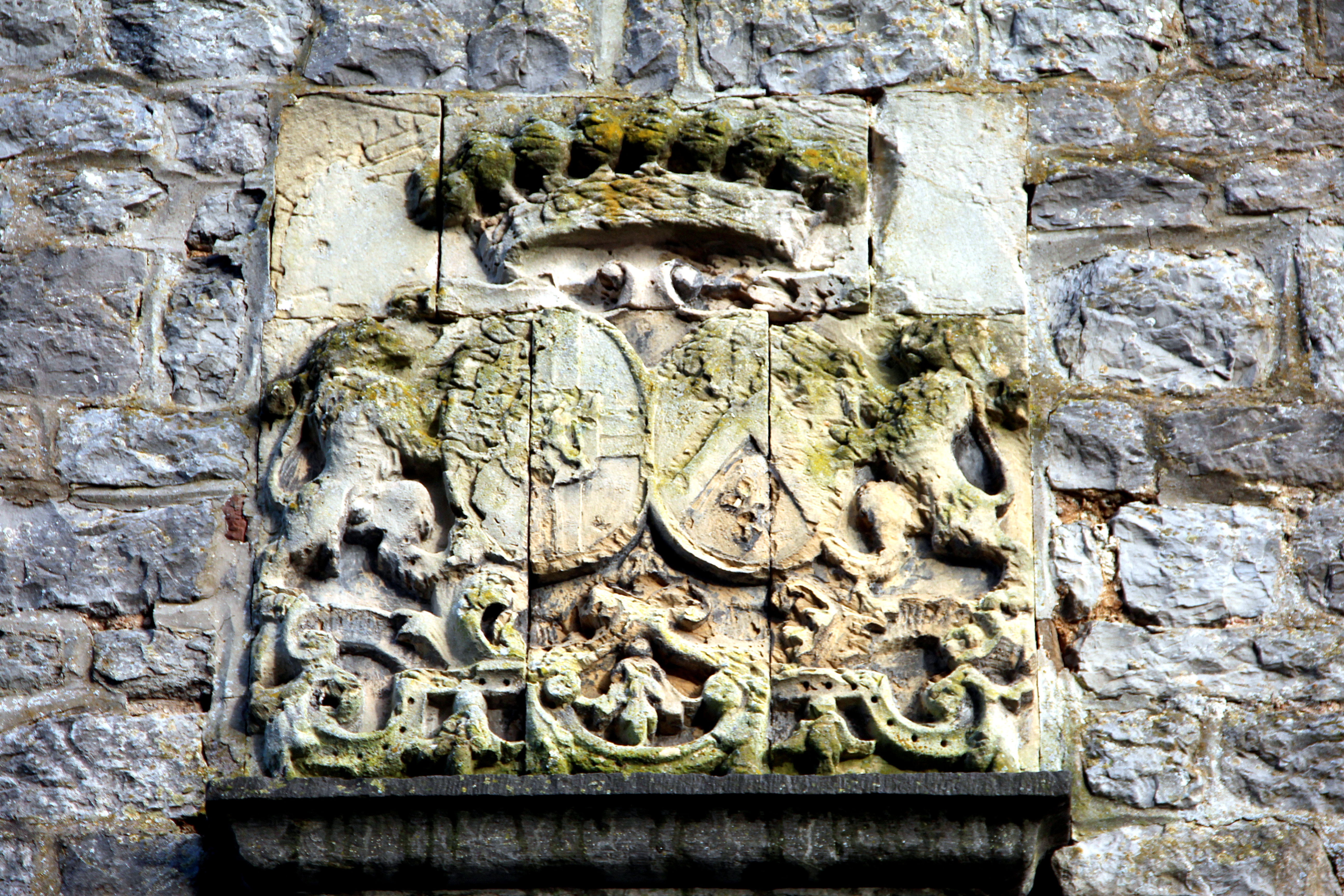
Familienwappen derer von Fisenne und de Voes in Fisenne
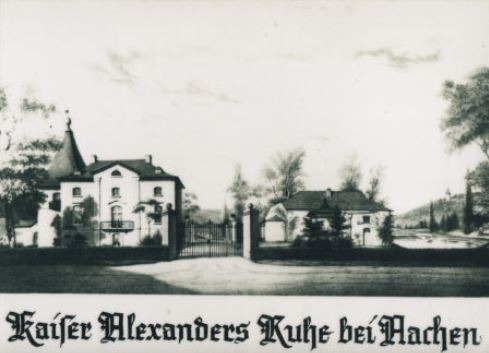
Gut Kaisersruh in Aachen im 19. Jh.
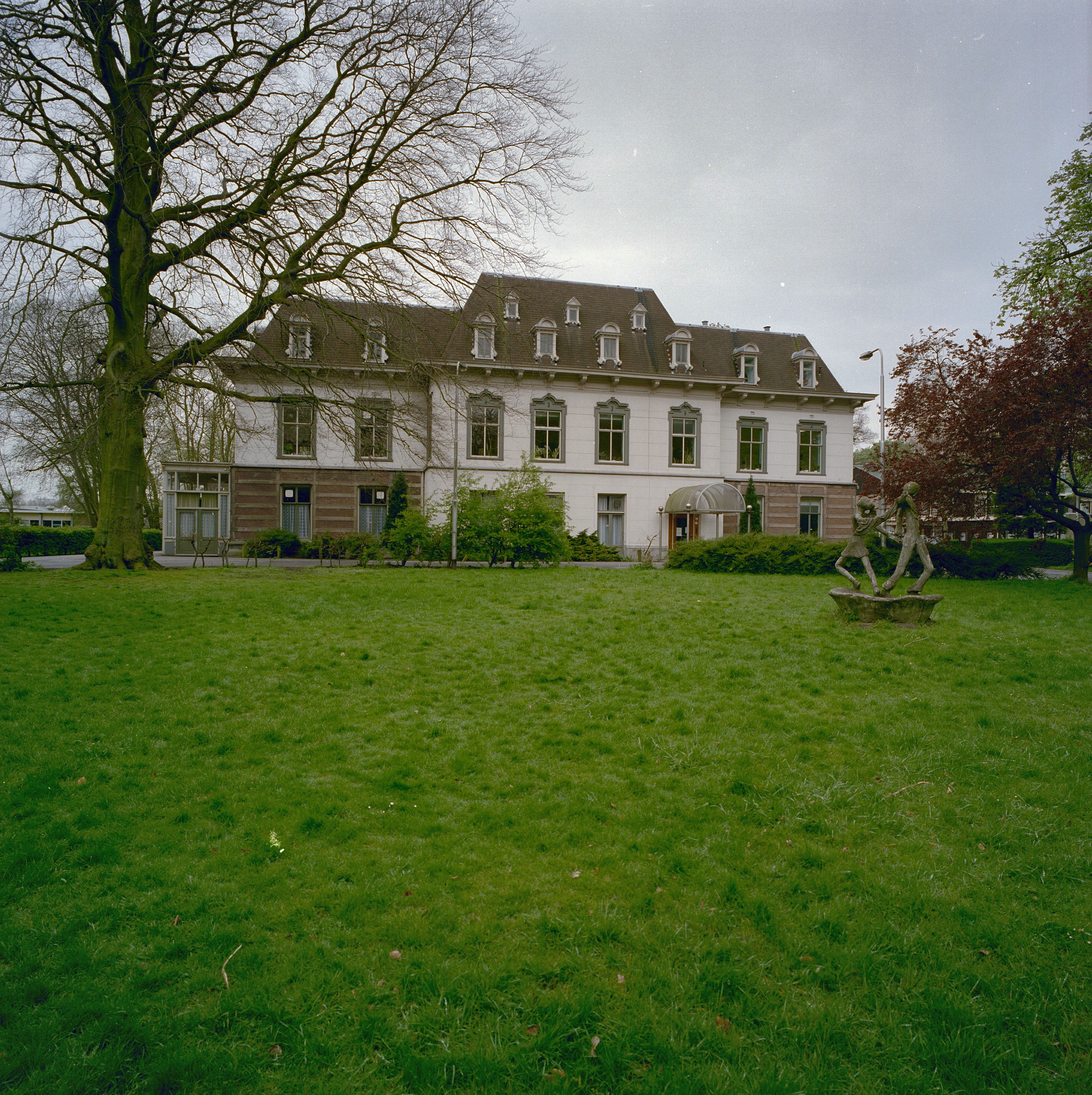
Huis Den Burch in Rijswijk

## Wappen
Blasonierung:
- Stammwappen: In Silber ein gekrönter, gold-bewaffneter und -bezungter schwarzer Löwe mit silbernem Brustschild, darin ein roter Adler. Auf dem Helm mit schwarz-silbernen Helmdecken derselbe Löwe wachsend.
- Wappen von 1701: In Silber ein grünes Kreuz mit silbernem Herzschild, darin ein gekrönter schwarzer Löwe mit roten Klauen. Zwei gekrönte Helme mit grün–silbernen Decken (auch auf einer neunperligen Krone stehend): Rechts ein schwarzer Eberkopf und Hals, links der Löwe des Mittelschildes wachsend.

Darstellungen in Siebmachers Wappenbüchern

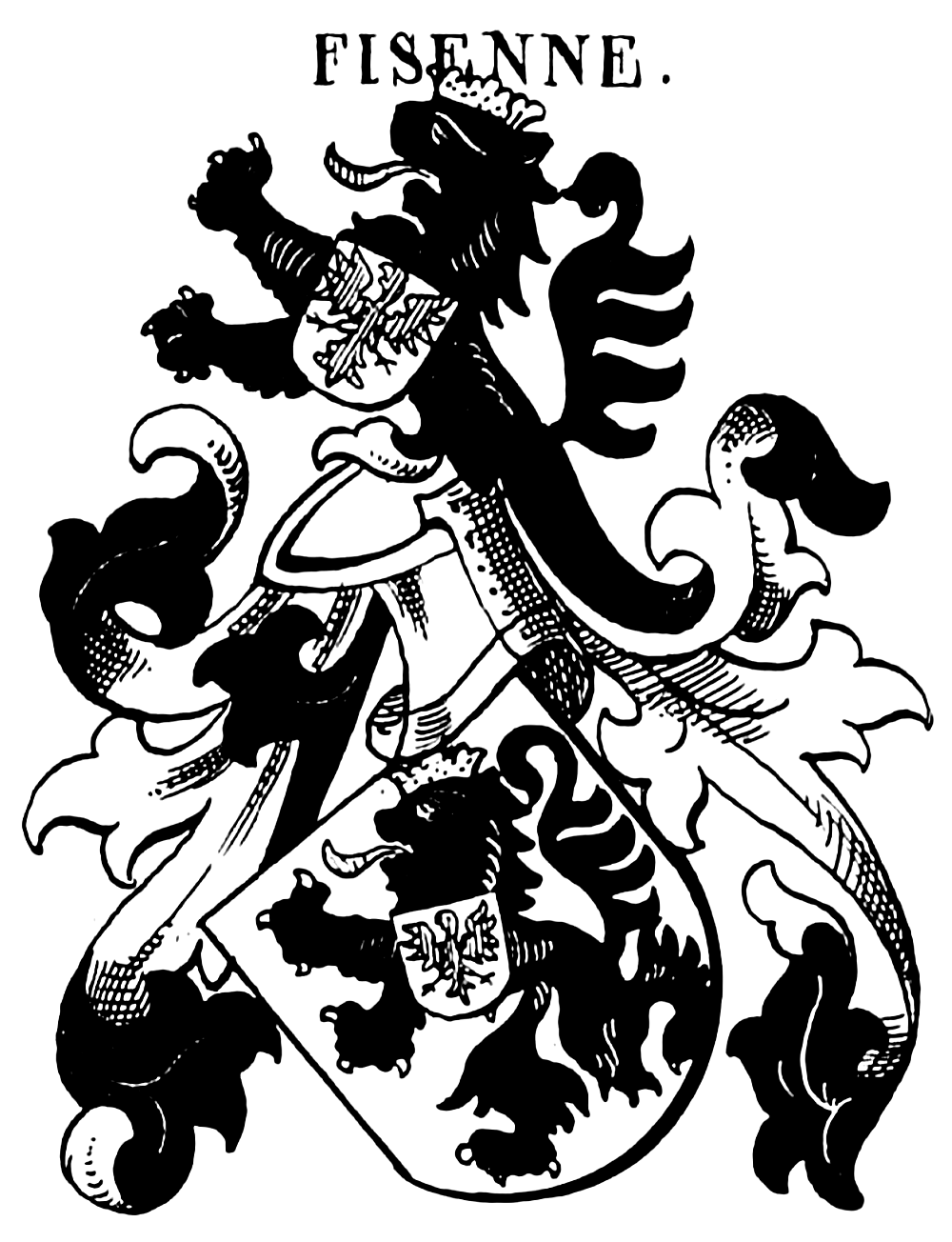
Stammwappen (Luxemburg)
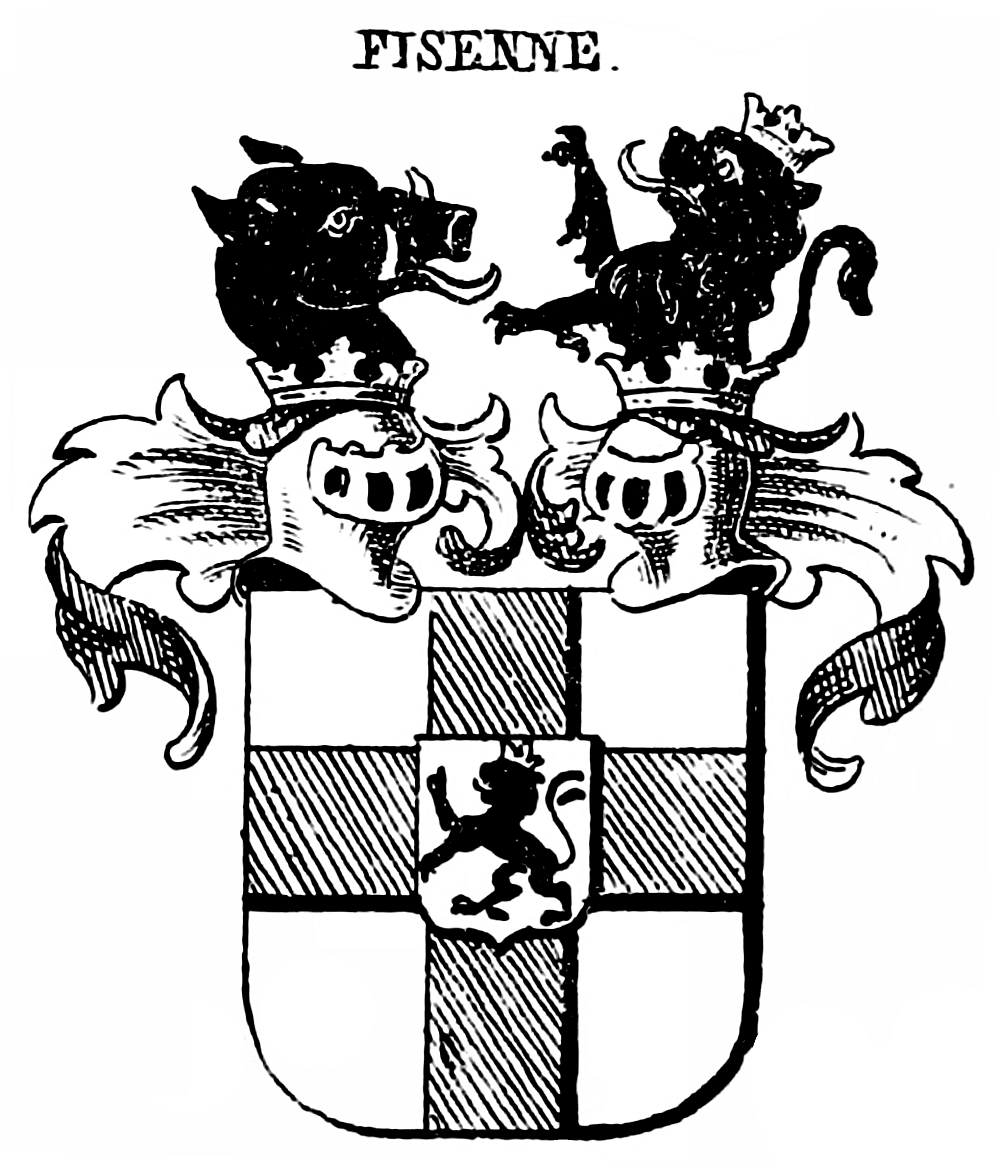
Wappen von 1701
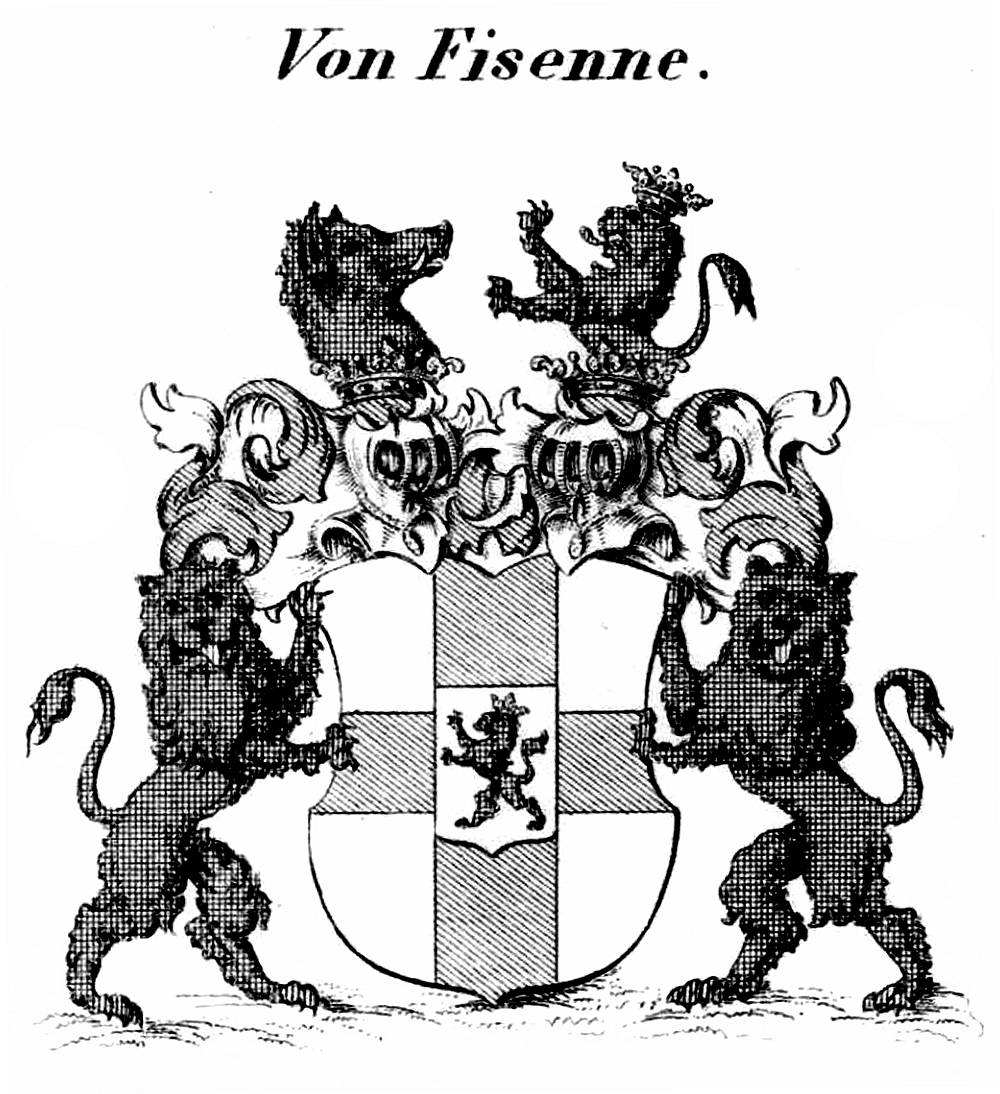
Darstellung mit Schildhaltern

## Bekannte Familienmitglieder

### Preußischer/Deutscher Zweig
- Ludwig von Fisenne (1768–1865), Sohn von Erhard Philipp von Fisenne, wurde 1787 Kanonikus am Adalbertstift in Aachen, 1792 zum Priester geweiht und 1798 Kanonikus in der Aachener Münsterkirche. Dort wurde er zugleich Mitglied des kaiserlichen Krönungsstiftes und sodann nach der Erhebung des Münsters zum Bischofssitz im Jahr 1801 zum Ehrenmitglied ernannt. Er erwarb das Gut Kaisersruh und ließ auf dem Grundstück an den Hof ein neues Herrenhaus und einen Park im englischen Stil errichten. Anlässlich des Aachener Monarchenkongresses stellte er das Gut als Gästehaus für Zar Alexander I. zur Verfügung.

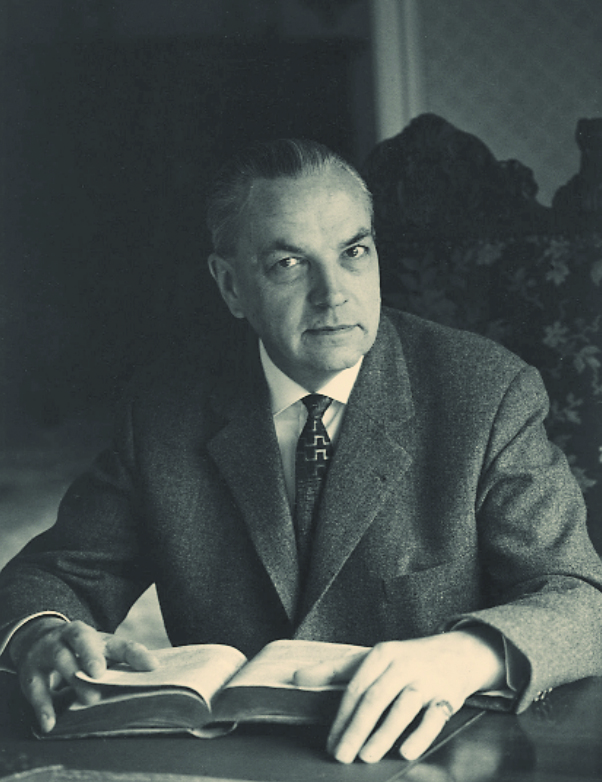
Josef von Fisenne, Hamburg

- Peter Georg von Fisenne (1771–1855), Bruder von Ludwig von Fisenne, war Spinnereibesitzer und wurde 1827 in den Preußischen Adelsstand erhoben. Als Mitglied des Munizipalrates und Erster Adjunkt unterzeichnete er im Februar 1813 die Ergebenheitsadresse an Napoleon Bonaparte sowie im November 1813 an dessen zweite Gattin Marie-Louise von Österreich. Im Jahr 1815 gehörte er der Huldigungsdeputation der Stadt Aachen für den Preußischen König Friedrich Wilhelm III. an. Während des Monarchenkongresses 1815 beherbergte Peter Georg in seiner Stadtvilla den preußischen Kronprinzen Friedrich Wilhelm, den späteren König Friedrich Wilhelm IV. Sein Sohn Ludwig Eugen (1810–1892) erbte das Gut Kaisersruh und übertrug es später seinem nach Rijswijk verzogenen Neffen Pieter Maria George von Fisenne.
- Ludwig von Fisenne (1799–1862), Sohn des Wolter Joseph und Enkel des Erhard Philipp von Fisenne, war zunächst Landgerichtsassessor in Aachen und ab 1835 Staatsprokurator. Im Dezember 1842 wurde der Vater von vier Söhnen und drei Töchtern als Appellationsgerichtsrat und Instruktionsrichter nach Köln versetzt und wurde der Stammvater des neuen Kölner Zweiges.
- Lambert von Fisenne (1852–1903), Sohn des Steuereinnehmers und Stammvaters des Geilenkirchener Nebenzweiges August Joseph von Fisenne (* 1803), wurde ein angesehener Architekt. Er entwarf schwerpunktmäßig im Rhein-Maas-Gebiet die Pläne für über 50 Kirchen, Klöster und Kapellen und restaurierte und erweiterte romanische und gotische Kirchen sowie einige Schlösser.
- Josef von Fisenne (1902–1987), genealogisch aus dem Aachener Zweig stammend, aber nicht eindeutig zuzuordnen, wurde selbständiger Apotheker in Hamburg und saß als Politiker für die CDU drei Wahlperioden lang in der Hamburger Bürgerschaft. Darüber hinaus war er unter anderem Gründer des Govi-Verlags, dessen Namen er aus Traditionsgründen nach dem alten Beinamen der Familie in den ersten Generationen wählte.

### Niederländischer Zweig

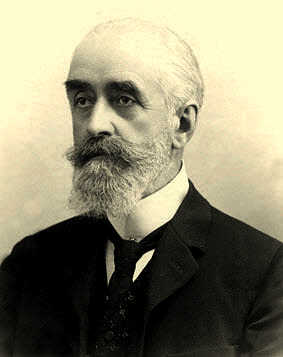
Pieter von Fisenne
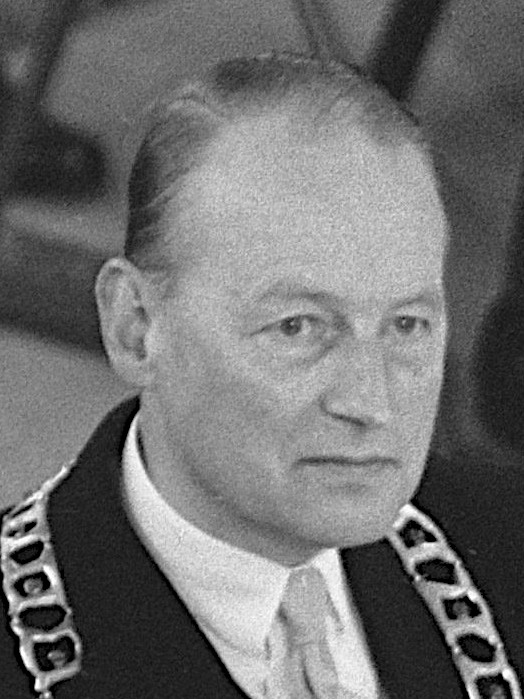
Bürgermeister Louis von Fisenne

- Pieter Maria George von Fisenne (1837–1914), Unternehmer und Politiker. Abgeordneter im Parlament der Provinciale Staten der Provinz Südholland und in der Ersten Kammer der Generalstaaten für den „Algemeene Bond van RK-kiesverenigingen“, einer Partei, die 1918 in die „Roomsch-Katholieke Staatspartij“ überging.[3] Von seinem Aachener Onkel, dem Spinnereibesitzer Ludwig Eugen von Fisenne (1810–1892), Sohn des Peter Georg von Fisenne, erbte er das Gut Kaiseruh und verkaufte es an die Aachener Familie Nellessen. Durch seine Heirat mit Elisa Leopoldina Maria van der Kun (1848–1922) erhielt seine Familie das Gut Den Burch in Rijswijk.
- Louis Eugène Marie von Fisenne (1874–1939) war der Sohn des Pieter Maria George von Fisenne. Er studierte Rechtswissenschaften und wurde später Staatsanwalt. Wie sein Vater ging er in die Politik und wurde Abgeordneter in die Gedeputeerde Staten der Provinz Südholland. Als Hauptrat war er zudem Mitglied in der Vinzenzgemeinschaft.
- Louis Maria Emile von Fisenne (1911–1990) war der Sohn des Louis Eugène Marie von Fisenne. Nach dem Zweiten Weltkrieg wurde er zunächst Bürgermeister der Gemeinde Warmont in Südholland und von 1961 bis 1973 Bürgermeister von Hengelo in der Provinz Overijssel. Darüber hinaus war er Mitglied in der Waterschap des niederländischen Rheinlandes und dort für die Dauer einer Periode Deichgraf.
- Frans-Josef von Fisenne (1914–1944), Bruder von Louis Maria Emile von Fisenne, war als Sekretär am Kantonsgericht in Den Haag beschäftigt und wurde 1944 im Rahmen einer Razzia der deutschen Sicherheitspolizei gegen untergetauchte Juden verhaftet. Über Kamp Vught und das KZ Sachsenhausen wurde er in das KZ Langenstein-Zwieberge deportiert, wo er am 2. November 1944 an Erschöpfung starb.[4]